# Lambertia rariflora
Lambertia rariflora är en tvåhjärtbladig växtart. Lambertia rariflora ingår i släktet Lambertia och familjen Proteaceae.

## Underarter
Arten delas in i följande underarter:
- L. r. lutea
- L. r. rariflora